# 山田裕美
山田 裕美（やまだ ひろみ）は、日本の実業家。クノール食品株式会社代表取締役社長を務めた。

## 人物・経歴
愛知県出身。1978年東京大学工学部計数工学科計測コース卒業、味の素入社。工場の自動化などにあたり、人事部人事グループ長等を経て、2005年執行役員情報企画部長兼味の素システムテクノ代表取締役社長に昇格。2011年からクノール食品代表取締役社長を務め、新商品の開発を進めるなどした。2017年アドバンスト・ビジネス創造協会常務理事。